# 웨인 스태틱
웨인 스태틱(영어: Wayne Static, 1965년 11월 4일 ~ 2014년 11월 1일)은 미국의 음악가이다.